# Từ Ngọc Lương
Từ Ngọc Lương là một sĩ quan cấp cao trong Quân đội nhân dân Việt Nam, hàm Trung tướng, nguyên là Phó Bí thư Đảng ủy, Hiệu trưởng Trường Sĩ quan Lục quân 2. Đã về hưu năm 2018
TT Từ Ngọc Lương được sinh ra và lớn lên trong một gia đình. 2 Dòng Tộc này ở Can Lôc Hà Tĩnh và Nghi Xuân Hà Tĩnh.!
Sinh thời, Từ Ngọc Lương là một Con ngoan trò giỏi. Là học sinh của Trường Cấp 3 Nguyễn Du nổi tiếng của Quê hương Đại Thi Hào Nguyễn Du.
TT Từ Ngọc Lương mang trong mình 2 Dòng máu của 2 Dòng Tộc có truyền thống hiếu học, yêu nước, hiếu thảo và nghĩa tình của Quê hương Nghệ Tĩnh với Tinh thần Xô Viết Nghệ Tĩnh năm 1930.!

## Thân thế và sự nghiệp
Trước năm 2012, ông lần lượt giữ chức Sư đoàn trưởng Sư đoàn 5- Quân khu 7 rồi sau đó được bổ nhiệm làm Phó Hiệu trưởng Trường Sĩ quan Lục quân 2.
Năm 2012, ông được bổ nhiệm giữ chức Hiệu trưởng Trường Sĩ quan Lục quân 2 đồng thời thăng quân hàm Thiếu tướng.
Năm 2016, thăng quân hàm Trung tướng.
Năm 2017, ông nghỉ hưu.
TT Từ Ngọc Lương có được 2 người Con trai. Đều bước tiếp con đường mà Cha đã chọn. Sĩ quan trong Quân đội nhân dân Việt Nam và Bác sĩ Quân Y trong Quân đội nhân dân Việt Nam. 
TT luôn là một tấm gương cho Con Cháu và anh em trong 2 Dòng Tộc soi vào để sống học tập và làm việc theo Hiến pháp và Pháp luật của Nước CHXHCN Việt Nam.